# H・アレン・ジャーケンスメモリアルステークス
H・アレン・ジャーケンスメモリアルステークス（H. Allen Jerkens Memorial Stakes）はアメリカ合衆国ニューヨーク州にあるサラトガ競馬場で開催されるダート7ハロンの競馬の競走である。出走条件は3歳馬、グレード制ではG1に類される。
1984年の創設時から2016年までの競走名は1970年代に活躍したキングズビショップの功績をたたえ、キングズビショップステークス（King's Bishop Stakes）として施行されていた。2017年からは2015年に死去した調教師H・アレン・ジャーケンス（管理馬にウォーフロントなど）を記念して現在の名前になった。

## 歴史
- 1984年 - 創設
- 1986年 - 中止

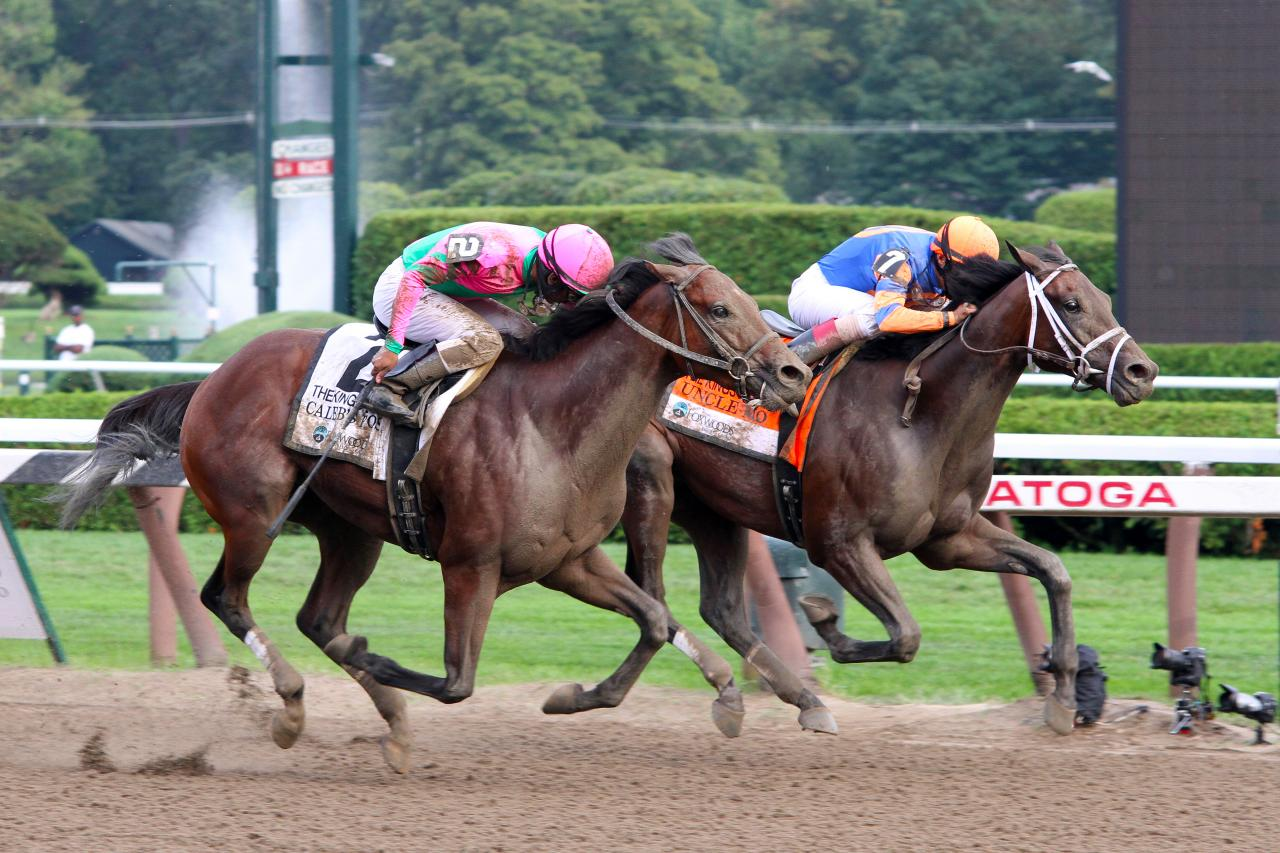
2011年キングズビショップステークス

- 1988年 - グレード制の導入によりG3に格付けされる
- 1992年 - G2に昇格
- 1999年 - G1に昇格
- 2017年 - 現競走名に改称

## 歴代勝ち馬
※2000年以降
- 2000年 - モアザンレディ（More Than Ready）
- 2001年 - スクワートルスクワート（Squirtle Squirt）
- 2002年 - ガイジスター（Gygistar）
- 2003年 - ヴァリッドビデオ（Valid Video）
- 2004年 - ポメロイ（Pomeroy）
- 2005年 - ロストインザフォグ（Lost In The Fog）
- 2006年 - ヘニーヒューズ（Henny Hughes）
- 2007年 - ハードスパン（Hard Spun）
- 2008年 - ヴィジョネア（Visionaire）
- 2009年 - キャプテンキャンディーマンキャン（Capt. Candyman Can）
- 2010年 - ディスクリートリーマイン（Discreetly Mine）
- 2011年 - セレブスポッセ（Caleb's Posse）
- 2012年 - ウィリービーミン（Willy Beamin）
- 2013年 - カーポバストーネ（Capo Bastone）
- 2014年 - ザビッグビースト（The Big Beast）[1]
- 2015年 - ランハッピー（Runhappy）
- 2016年 - ドレフォン（Drefong）
- 2017年 - プラクティカルジョーク（Practical Joke）
- 2018年 - プロミスズフルフィルド （Promises Fulfilled）
- 2019年 - マインドコントロール （Mind Control）
- 2020年 - エコータウン （Echo Town）
- 2021年 - ジャッキーズウォリアー（Jackie's Warrior）
- 2022年 - ジャッククリストファー（Jack Christopher）
- 2023年 - ワンインヴァーミリオン（One In Vermillion）
- 2024年 - ドメスティックプロダクト（Domestic Product）